# Droga I/4 (Czechy)
Droga I/4 (cz. Silnice I/4) – droga krajowa I kategorii w południowych Czechach. Razem z autostradą D4 łączy aglomerację Pragi przez Strakonicez Niemcami. Obecnie zaczyna się w rejonie miasta Przybram i biegnie na południe do granicy czesko-niemieckiej gdzie spotyka się z drogą krajową B12. W przyszłości na odcinku Przybram - Třebkov zostanie zastąpiona przez autostradę D4. Obecnie niektóre fragmenty drogi na tym odcinku posiadają parametry jedno-jezdniowej autostrady (dawniej drogi ekspresowej) jednak nie są oznaczone znakiem autostrady.